# Herb gminy Wilków (województwo opolskie)
Herb gminy Wilków – jeden z symboli gminy Wilków, ustanowiony 23 lutego 1998.

## Wygląd i symbolika
Herb przedstawia na tarczy koloru błękitnego złotą sześcioramienną gwiazdę, którą obiegają złote kłosy pszenicy, zakończone po obu stronach trzema rozetami ciemnoczerwonymi ze złotymi obrysami. Całość zwieńczona jest złotą mitrą książęcą i wstęgą z napisem ze złotą wstęgą z napisem „GMINA WILKÓW”. Herb podtrzymywany jest przez dwa trzymacze w formie czarnych wilków. Całość pochodzi z pieczęci Wilkowa. 